# Franziskus Hennemann

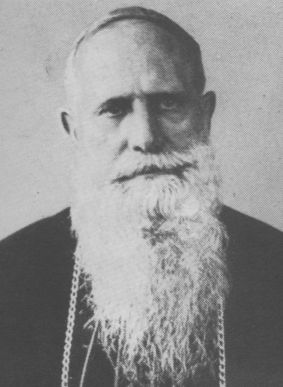
Franziskus Henneman (1882-1951)

Franziskus Xaver Hennemann S.A.C. (Holthausen, Schmallenberg 27 oktober 1882 - Kaapstad 17 januari 1951) was een Duits Rooms-katholiek geestelijke en titulair bisschop. Hij was als missionaris werkzaam in Afrika.

## Biografie
Hij was de zoon van een handelsman, trad in 1899 toe tot de Pallottijnen en werd in 1907 tot priester gewijd. Als missionaris was hij aanvankelijk werkzaam in Kameroen, toentertijd een Duitse kolonie. Hij maakte zich de inlandse talen meester en verdiepte zich in de religieuze voorstellingen van verschillende volkeren in Kameroen. Op 16 juli 1913 benoemde paus Pius X Hennemann tot titulair bisschop en coadjutor voor de ernstig zieke apostolisch vicaris van Kameroen, Heinrich Vieter. Op 7 november 1914 werd hij benoemd tot apostolisch vicaris van het aartsbisdom Yaoundé. Als gevolg van de Eerste Wereldoorlog en de verovering van Kameroen door de Entente mogendheden in 1916 werden alle Duitse missionarissen uitgewezen.
In 1922 ging Hennemann als missionaris naar Zuid-Afrika en verhield zich kritisch ten opzichte van de apartheidspolitiek van de opvolgende regeringen aldaar. In 1933 benoemde de paus hem tot apostolisch vicaris van het aartsbisdom Kaapstad. Hij slaagde erin het kerkelijk leven in het aartsbisdom nieuw leven in te blazen. Op 2 september 1948 ging van Hennemann een herderlijk schrijven uit waarin hij zijn afkeuring uitsprak over het apartheidsbeleid van de nieuwe nationalistische regering. In 1949 trad hij om gezondheidsredenen terug en overleed in 1951 in een ziekenhuis in Kaapstad.

## Bron
- (en)  Bishop Franziskus Xaver Hennemann